# 瑞月
瑞月（ずいげつ）は、愛知県農業総合試験場と農業・食品産業技術総合研究機構（以下、農研機構）が共同で育成した日本梨の品種である。

## 概要
農研機構が育成した早生梨「なつしずく」に、愛知県が育成した晩生梨「歓月」を交配して作出した品種である。2005年4月に愛知県農業総合試験場で交配され、60個体の交雑後代を獲得した。その後、14年間の選抜を経て、2019年10月1日に出願公表、2022年2月7日に品種登録された。
収穫期は「幸水」よりやや遅く「豊水」より早い。果実重は450ｇくらいで、「幸水」より大きく「豊水」よりやや小さい。
糖度は14度くらいで「幸水」よりも高く、酸含量は「豊水」よりも低いことから食べやすい品種であると言える。糖組成を見ると「幸水」や「豊水」よりも、スクロースやフルクトースの含有割合が高く、糖度以上に甘みを感じやすいことが分かっている。
一方で、常温で「幸水」よりも日持ち性が悪い（低温下では「幸水」よりも非常に優れる）、やや縦長の果実が出るなど果型が乱れやすいといった欠点を持つ。

## 栽培特性
樹勢は「豊水」並みで、新梢伸長は旺盛である。短果枝の着生は「豊水」並みで、えき花芽の着生も多く、花の確保は容易である。冬期の高温により「幸水」が栽培しにくくなる中、温暖化に対応した品種として普及が期待されている。
Ｓ遺伝子型はS4・S9で、多くの品種と和合性がある。
ナシ黒斑病は抵抗性、ナシ黒星病やナシ赤星病には感受性である。えそ班点病は感受性と推測されている。芯腐れ症状の発生は少ないが、みつ症は発生するため、収穫が遅れないよう気をつける必要がある。

## 現状
愛知県内でのみ栽培が可能な品種であったが、2023年8月1日より全国で栽培が可能となる。
愛知県では、栽培マニュアルの作成や、カラーチャートの作成を進めている。また、ブランド化に向けた取り組みも進められている。